# Пилтти, Леа
Леа Майре Пилтти (фин. Lea Piltti; 2 января 1904, Раутъярви, Великое княжество Финляндское, Российская империя — 5 февраля 1982, Хельсинки, Финляндия) — финская оперная певица (сопрано), музыкальный педагог, профессор. Лауреат высшей государственной награды Финляндии для деятелей искусств Pro Finlandia (1956).

## Биография
Заниматься пением начала в возрасте 16 лет, учась в средней школе. В 1924 году окончила педагогическую семинарию. Учительствовала.
Дебютировала в 1926 году и вскоре стала выступать в Финской опере. Продолжила учиться вокалу за границей в Париже и Берлине . В 1930 году впервые выступила за границей в Кёнигсбергской опере, после чего началась её международная карьера. Заключила четырёхлетний контракт с Веймарским немецким национальным театром, выступала в качестве гостя на нескольких немецких оперных сценах, таких как Берлинская опера.
В 1939 году — солистка Венской государственной оперы. Сотрудничала до 1942 года с композитором Рихардом Штраусом.
В Германии вышла замуж и получила немецкое гражданство. Вторая мировая война вынудила её в 1943 году вернуться в Финляндию, где она выступала, в основном, с концертами в Финляндии, Европе и США. Одна из самых известных колоратурных сопрано своего времени. Сделала карьеру в Центральной Европе в 1930-х и 1940- х годах, выступала в США.
После окончания войны из-за тесных связей с национал-социалистической Германией, как гражданка Германии, преследовалась на родине, осенью 1944 года была отправлена в лагерь для интернированных, где она оставалась до марта 1946 г.
В 1949 году начала карьеру преподавателя вокала. С 1966 года работала учителем пения в музыкальных школах Лахти, Турку и других городов. В числе её известных учеников бас Матти Салминен. Профессор с 1974 г.
В 1956 году получила медаль Pro Finlandia, а несколько лет спустя, в 1961 году, дала прощальный концерт.